# Microtus montebelli
Microtus montebelli é uma espécie de roedor da família Cricetidae.
Apenas pode ser encontrada no Japão.